# Faust (film 1960)
Faust è un film del 1960 diretto da Peter Gorski. Nel ruolo di Mefistofele, suo grande cavallo di battaglia, il famoso attore teatrale Gustaf Gründgens che diresse anche il film, senza apparire però accreditato come regista.

## Produzione
Il film fu prodotto dalla Divina-Film.

## Distribuzione
Distribuito dalla Gloria, il film uscì nelle sale della Germania Ovest il 30 settembre 1960. In Austria, fu distribuito il 20 gennaio 1961 e a New York venne presentato il 15 aprile 1963. La prima volta che fu trasmesso in televisione fu in Giappone, il 3 maggio 1966.
Del film venne fatta una riedizione che uscì in Austria il 1º febbraio 1972.
L'8 agosto 2016, il film venne proiettato nell'ambito del Festival di Locarno.